# Die Parasiten
Die Parasiten waren eine deutsche Punkband. Unüblich für das Genre ist, dass die Band größtenteils ausschließlich aus weiblichen Mitgliedern bestand. Die Band bestand von 1997 bis zu ihrer Auflösung im Jahr 2010.

## Geschichte
Von 1997 bis 2006 blieb die Besetzung der Band unverändert. Im Frühling 2006 verließ Mone die Band, woraufhin Isi vom Schlagzeug an ihre Position, die Gitarre, wechselte. Als Schlagzeugerin kam dann Nora hinzu. Im Sommer 2008 verließ Isi die Band und wurde vorübergehend durch Jens aka „The Unknown Rockstar“ ersetzt.
Im Mai 2003 gab die Band mehrere Konzerte in Österreich. Am 15. Juli 2004 war die Band Supportact von Such a Surge beim „Fantastival“ in Dinslaken. Am 6. Februar 2005 folgte ein Supportact für die Londoner Punkband The Vibrators in Köln. Ebenfalls spielte die Band als Supportact von Male. Im Januar 2006 hatte die Band einen TV-Auftritt im KI.KA bei der Sendung Reläxx und spielte beim Tsukahara-Festival. Im Dezember 2006 war die Band Opener beim Punk im Pott in der Turbinenhalle Oberhausen. Im August 2006 spielte die Band beim Staatsforsten Open-Air. 2007 und 2009 trat die Band erneut beim Punk im Pott auf. Ihr Abschiedskonzert gab die Band am 1. Mai 2010 in der Krefelder Kulturfabrik mit den Bands SFH, Planlos und Betontod.

## Diskografie
- 2000: Nie wieder mit Dir
- 2002: Solang’ es uns gefällt (Amöbenklang)
- 2003: Wir ziehen weiter mit dem Rock ’n’ Roll
- 2005: Radio (Handmade-Label)[7]
- 2006: Du kennst mich nicht (Handmade-Label)
- 2008: Watt fott es, es fott (Antirockstar Ind.)